# Acrossidius pseudotasmaniae
Acrossidius pseudotasmaniae är en skalbaggsart som beskrevs av Given 1950. Acrossidius pseudotasmaniae ingår i släktet Acrossidius och familjen Aphodiidae. Inga underarter finns listade i Catalogue of Life.